# شهرستان شی (استان هنان)
شهرستان شی (به انگلیسی: Xi County) یک شهرستان در چین است که در شین‌یانگ واقع شده‌است.